# Mongol
Mongol è un film del 2007 diretto da Sergej Vladimirovič Bodrov, ispirato alla vita del mongolo Temüjin, futuro Gengis Khan.
La pellicola ha ottenuto una nomination all'Oscar come miglior film straniero nel 2008.

## Trama
Mongolia, 1171. Il giovanissimo Temüjin si mette in viaggio con il padre Yesugei, Khan della sua tribù, per prendere una moglie tra i Merkit, tribù di appartenenza della madre, allo scopo di sopire antiche rivalità tra le due famiglie. Tuttavia, durante una tappa presso una famiglia della tribù degli Ungrat, Temüjin conosce Börte, una bambina della quale si innamora, e decide di prenderla in sposa. I rispettivi padri acconsentono, e la celebrazione del matrimonio viene fissata a cinque anni da quel giorno. Proseguendo nel viaggio, il padre di Temüjin muore avvelenato da dei nemici che erano accampati vicino a loro, e Targutai, altro membro della tribù, ne gioisce, prendendo da quel momento il comando ed entrando con prepotenza in possesso dei suoi beni. Targutai vorrebbe uccidere Temüjin, poiché teme la sua vendetta futura, ma non può farlo, essendo questi soltanto un bambino (la legge dei mongoli vietava l'uccisione dei bambini), così lo fa prigioniero, ripromettendosi di ucciderlo quando sarà diventato più grande. Temüjin riesce però a scappare e a liberarsi dalla gogna che gli avevano posto al collo, grazie all'intervento della divinità Tengri, il Signore del Cielo Azzurro, al quale il padre, in punto di morte, gli aveva detto di rivolgersi per invocare l'aiuto necessario a realizzare il suo destino di Khan. Divenuto adulto, dopo anni, riesce a ricongiungersi con la sua promessa Börte, e poi con la madre, il fratello e la sorella.
In seguito, i Merkit, la tribù con cui Temüjin non aveva tentato la pacificazione da bambino, rapiscono la sua sposa Börte. Temüjin vorrebbe liberarla, ma avendo con sé pochi uomini, chiede l'aiuto di Jamukha, amico che nell'infanzia era divenuto suo fratello con un patto di sangue per avergli salvato la vita dopo la sua caduta in un lago ghiacciato, e che adesso era un Khan rispettato e temuto. Jamukha, inizialmente restio, alla fine acconsente alla guerra contro i Merkit. Grazie all'aiuto di Jamukha e dei suoi guerrieri, Temüjin salva la sua sposa, ritrovandola incinta del loro primo figlio. Ma a fronte dell'invito di Jamukha a rimanere nella sua tribù e ad essere secondo solo a lui, Temüjin rifiuta, e decide di proseguire con i suoi uomini. Alcuni uomini di Jamukha decidono di unirsi a Temüjin, dato che si era mostrato generoso nella spartizione del bottino di guerra. Visto questo, Jamukha manda suo fratello a riprendersi i loro cavalli, ma gli uomini di Temüjin, non riconoscendolo, lo fanno fuori. Ne consegue che Jamukha attacca Temüjin, alleandosi anche con il suo storico nemico Targutai. Saputo questo, Temüjin riesce a mettere in salvo la sua famiglia e quelle dei suoi uomini, ma viene sconfitto in battaglia e catturato da Jamukha, che gli impone di riconoscerlo come suo Khan. Di fronte al nuovo rifiuto di Temüjin, Jamukha lo cede come schiavo a un mercante, il quale lo vende a sua volta a un commendatore del regno dei Tangut, che ne fa una specie di attrazione della sua città, rinchiudendolo in una gabbia per animali.
Un monaco buddista, avendo compassione per lui, e soprattutto ritenendolo in grado di vendicarsi della città per le ingiustizie subite, decide di aiutarlo a liberarsi, ma, conoscendo la sua furia, lo prega di non distruggere il monastero della città in quanto contiene scritti troppo importanti per essere distrutti. Temüjin gli dice solamente di partire in cerca della sua tribù e il monaco acconsente, portando con sé un ciondolo da consegnare a Börte, un ricordo della loro unione. Il monaco arriva stremato a destinazione, e muore tra le braccia di Borte, la quale trova e riconosce il ciondolo del marito che il monaco aveva con sé, capendo così che è ancora vivo. Börte è però incinta del suo secondo figlio, e, stretta dal bisogno, diviene la concubina del mercante di schiavi che aveva venduto suo marito. Passano anni prima che scopra dove è tenuto prigioniero il marito, e, pagate le guardie del posto, riesce finalmente a liberarlo.
Temüjin riacquista le forze e matura il progetto di riunire sotto la sua autorità tutte le tribù della Mongolia. Dopo una preghiera rivolta al dio Tengri, egli raduna intorno a sé un esercito possente con cui è pronto a sfidare l'esercito di Jamukha. Nella battaglia decisiva, Temujin si porta in un vantaggio iniziale importante; Jamukha contrattacca con una possente carica, ma all'improvviso scoppia un temporale, che terrorizza entrambi gli eserciti, ma Temüjin rimane saldo in sella e i suoi soldati, vedendolo combattere, lo seguono. Ottenuta la vittoria su quest'ultimo, e memore della loro amicizia, il vittorioso Temüjin decide di risparmiarlo e liberarlo, e di reclutare l'intero esercito dell'amico di un tempo. Targutai viene invece ucciso dai suoi stessi uomini, e il suo corpo viene presentato a Temüjin, ma questi, sdegnato, giustizia anche loro in quanto traditori del proprio signore. Il suo sguardo è adesso rivolto al futuro della Mongolia, della quale si appresta a divenire il Gran Khan. Infine, nel 1227, anno della sua morte, il Khan conquista i Jin, i Tanguti, il Tibet, le tribù della Russia e la Corasmia, portando la Mongolia all'impero che tutti conosciamo. Il regno dei Tanguti è devastato, ma Temüjin, ora Genghis Khan, ha mantenuto la promessa fatta al monaco che l'ha aiutato, risparmiando il monastero.

## Riconoscimenti
| Premio                                                  | Categoria                       | Nomination                       | Esito           |
| ------------------------------------------------------- | ------------------------------- | -------------------------------- | --------------- |
| Premi Oscar 2008                                        | Miglior Film Straniero          |                                  | Candidato/a     |
| 2007 Asia Pacific Screen Awards                         | Miglior Sceneggiatura           | Sergey Trofimov                  | Candidato/a     |
| 2nd Asian Film Awards                                   | Miglior Attore Non Protagonista | Sun Honglei                      | Vincitore/trice |
| Broadcast Film Critics Association Awards 2008          | Miglior Film Straniero          |                                  | Candidato/a     |
| European Film Awards 2008                               | Miglior Sceneggiatura           | Sergey Trofimov, Rogier Stoffers | Candidato/a     |
| European Film Awards 2008                               | Miglior Film Europeo            | Sergey Bodrov                    | Candidato/a     |
| 6th Golden Eagle Awards                                 | Miglior Costume                 | Karin Lohr                       | Vincitore/trice |
| 6th Golden Eagle Awards                                 | Miglior Sonoro                  | Stephan Konken                   | Vincitore/trice |
| 2009 40th NAACP Image Awards                            | Miglior Film Straniero          |                                  | Candidato/a     |
| Las Vegas Film Critics Society Awards 2008              | Miglior Film Straniero          |                                  | Vincitore/trice |
| 2008 National Board of Review of Motion Pictures Awards | Miglior Film Straniero          |                                  | Vincitore/trice |
| 2008 Nika Awards                                        | Miglior Sceneggiatura           | Sergey Trofimov, Rogier Stoffers | Vincitore/trice |
| 2008 Nika Awards                                        | Miglior Costume                 | Karin Lohr                       | Vincitore/trice |
| 2008 Nika Awards                                        | Miglior Regista                 | Sergey Bodrov                    | Vincitore/trice |
| 2008 Nika Awards                                        | Miglior Film                    |                                  | Vincitore/trice |
| 2008 Nika Awards                                        | Miglior Produzione              | Dashi Namdakov, Yelena Zhukova   | Vincitore/trice |
| 2008 Nika Awards                                        | Miglior Sonoro                  | Stephan Konken                   | Vincitore/trice |